# Fritz Kortner
Fritz Kortner (né le 12 mai 1892 à Vienne et mort le 22 juillet 1970 à Munich) est un acteur allemand.

## Biographie
Fritz Kortner, de son vrai nom Fritz Nathan Kohn, se fit connaître comme acteur de théâtre et de cinéma d'avant-garde dans l'Allemagne des années 1920. Après son retour d'exil en 1949, il contribua, par ses talents d'innovateur, à redonner vie à la scène allemande. On lui doit notamment des interprétations particulièrement originales de grands chefs-d'œuvre classiques.
Né à Vienne le 12 mai 1892, diplômé de l'académie de musique et d'art dramatique de Vienne, il travaille pour divers théâtres allemands avant de rejoindre, à Berlin, Max Reinhardt en 1911 et Léopold Jessner en 1916. Il commence à jouer dans des films muets en 1916, et se fait très vite remarquer dans des rôles de « méchants ». Son énergie explosive, sa façon d'imposer un personnage font de lui un acteur idéal pour les drames expressionnistes de Jessner. On citera, parmi les rôles qui l'ont rendu célèbre, celui de Gessler dans le Guillaume Tell de Friedrich Schiller et celui de Richard III, le souverain cauteleux de Shakespeare, dans l'extraordinaire mise en scène de Jessner.
Contraint de fuir l'Allemagne après l'arrivée des nazis au pouvoir en 1933, Kortner finit par trouver refuge aux États-Unis, où il travaille comme acteur au cinéma, tout en écrivant et en montant des pièces pour le théâtre. Il revient en Allemagne en 1949 et s'y impose très vite comme metteur en scène. Son souci du détail, sa direction d'acteurs scrupuleuse font merveille dans des œuvres de Lessing, Schiller, Molière, Tennessee Williams ou bien encore Samuel Beckett. On n'a pas oublié ses réussites dans Richard III (1964), où la pièce s'achevait sur le roi en train de ramper sur des monceaux de cadavres, ou bien encore dans Père (1967) de Strindberg. Unanimement reconnu, Kortner continue de travailler pour le théâtre jusqu'à sa mort, le 22 juillet 1970 à Munich.
Il joua par ailleurs dans plus de quatre-vingt-dix films, dont, à l'époque du muet, Danton (1920 et 1931), Die Hintertreppe (1921), tous deux réalisés par Jessner, Die Schatten (1923) d'Arthur Robison, Orlac Hände (1925) de Robert Wiene, et Die Büchse der Pandora (1928) de G. W. Pabst. Il apparut également dans Beethoven (1927). Parmi les films qu'il réalisa lui-même, on retiendra Die brave Sünder (1931) et Die Stadt ist voller Geheimnisse (1955).
Son côté homme de la rue un peu bourru permit à Kortner d'incarner une grande diversité de personnages. S'il est resté fameux pour sa façon de camper des traîtres ou des criminels flamboyants, le très vaste registre affectif qui était le sien lui permit de donner vie à des héros plus policés ou à de grandes figures historiques.

### Vie privée
De 1924 à sa mort en 1970, il est marié à l'actrice allemande Johanna Hofer (1896-1988).

## Filmographie partielle
Thumb
Fritz Kortner dans le rôle d'Abdülhamid II dans le film Le Sultan rouge en 1935.
1920 : Les Frères Karamazov (Die Brüder Karamasoff) de Carl Froelich et Dimitri Buchowetzki
1920 : Die Nacht der Königin Isabeau de Robert Wiene
1921 : Danton de Dimitri Buchowetzki
1922 : Pierre le Grand (Peter der Große) de Dimitri Buchowetzki
1923 : Le Montreur d'ombres (Schatten - Eine nächtliche Halluzination) d'Arthur Robison
1924 : Les Mains d'Orlac (Orlacs Hände) de Robert Wiene
1927 : Mata Hari de Friedrich Fehér
1927 : Beethoven (Das Leben des Beethoven) de Hans Otto Löwenstein
1928 : Odette de Luitz-Morat
1929 : L'Énigme (Die Frau, nach der man sich sehnt) de Curtis Bernhardt
1929 : Le Navire des hommes perdus (Das Schiff der verlorenen Menschen) de Maurice Tourneur
1929 : Loulou (Die Büchse der Pandora) de Georg Wilhelm Pabst : Dr Ludwig Schön
1934 : Chu Chin Chow de Walter Forde
1935 : Le Sultan rouge (Abdul the Damned) de Karl Grune : Sultan Abdülhamid II
1943 : The Strange Death of Adolf Hitler de James P. Hogan
1944 : Hitler et sa clique (The Hitler Gang) de John Farrow
1946 : Le Fil du rasoir (The Razor's Edge) d'Edmund Goulding
1946 : La Femme de Monte-Cristo (The Wife of Monte Cristo) d'Edgar Georg Ulmer
1946 : Quelque part dans la nuit (Somewhere in the Night) de Joseph L. Mankiewicz
1947 : La Pièce maudite (The Brasher Doubloon) de John Brahm
1949 : La Chair (Der Ruf) de Josef von Báky : le professeur Mauthner
Réalisateur
1955 : Sarajevo

### Acteur

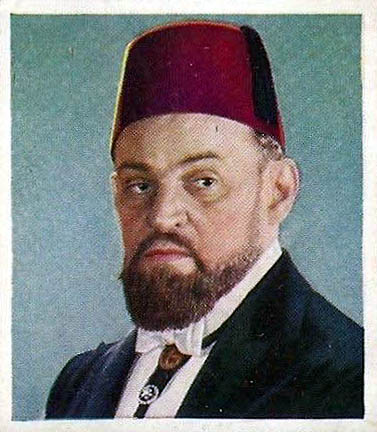
Fritz Kortner dans le rôle d'Abdülhamid II dans le film Le Sultan rouge en 1935.

- 1920 : Les Frères Karamazov (Die Brüder Karamasoff) de Carl Froelich et Dimitri Buchowetzki
- 1920 : Die Nacht der Königin Isabeau de Robert Wiene
- 1921 : Danton de Dimitri Buchowetzki
- 1922 : Pierre le Grand (Peter der Große) de Dimitri Buchowetzki
- 1923 : Le Montreur d'ombres (Schatten - Eine nächtliche Halluzination) d'Arthur Robison
- 1924 : Les Mains d'Orlac (Orlacs Hände) de Robert Wiene
- 1927 : Mata Hari de Friedrich Fehér
- 1927 : Beethoven (Das Leben des Beethoven) de Hans Otto Löwenstein
- 1928 : Odette de Luitz-Morat
- 1929 : L'Énigme (Die Frau, nach der man sich sehnt) de Curtis Bernhardt
- 1929 : Le Navire des hommes perdus (Das Schiff der verlorenen Menschen) de Maurice Tourneur
- 1929 : Loulou (Die Büchse der Pandora) de Georg Wilhelm Pabst : Dr Ludwig Schön
- 1934 : Chu Chin Chow de Walter Forde
- 1935 : Le Sultan rouge (Abdul the Damned) de Karl Grune : Sultan Abdülhamid II
- 1943 : The Strange Death of Adolf Hitler de James P. Hogan
- 1943 : The Purple V de George Sherman
- 1944 : Hitler et sa clique (The Hitler Gang) de John Farrow
- 1946 : Le Fil du rasoir (The Razor's Edge) d'Edmund Goulding
- 1946 : La Femme de Monte-Cristo (The Wife of Monte Cristo) d'Edgar Georg Ulmer
- 1946 : Quelque part dans la nuit (Somewhere in the Night) de Joseph L. Mankiewicz
- 1947 : La Pièce maudite (The Brasher Doubloon) de John Brahm
- 1949 : La Chair (Der Ruf) de Josef von Báky : le professeur Mauthner

### Réalisateur
- 1955 : Sarajevo
- 1961 : Lysistrata (Die Sendung der Lysistrata) — téléfilm